# Operation Tanne West
Operation Tanne West ("Gran väster") var en planerad tysk erövring av Åland under andra världskriget som aldrig genomfördes. Planer för operationen fanns framtagna i februari 1944 för den händelse att Finland skulle byta sida i kriget, och den var planerad att sammanfalla med Operation Tanne Ost, som syftade till att erövra ön Hogland. Operation Tanne Ost sattes i verket september 1944, men misslyckades.